# Serguei Tretiakov
Serguei Tretiakov (en rus: Сергей Третьяков) (1 de febrer de 1978) va ser un ciclista kazakh. Del seu palmarès destaca la Volta a Egipte de 2005.

## Palmarès
- 1999
  - 1r a la Volta a Romania
- 2002
  - Vencedor de 2 etapes a la Volta a Aràbia Saudita
- 2004
  - Vencedor d'una etapa a la Volta a Egipte
  - Vencedor d'una etapa a la Volta a Turquia
- 2005
  - 1r a la Volta a Egipte
  - Vencedor d'una etapa al Kerman Tour
  - Vencedor d'una etapa a la Volta a Turquia